# Юпітер (Прип'ять)
Завод «Юпітер» — нині занедбане радянське та українське підприємство машинобудівної промисловості, розташоване у Прип'яті Київської області.

## Історія
Завод розпочав роботу в 1980 році як підприємство з виробництва комплектуючих для побутових електронних приладів. Справжня спеціалізація заводу не розголошувалася, оскільки насправді він був закритим військовим об'єктом та працював на ВПК СРСР. На заводі працювало близько 3 500 осіб.
Був у підпорядкуванні київського заводу «Маяк».
Після Чорнобильської катастрофи 26 квітня 1986 року, як і більшість об'єктів Прип'яті, був офіційно зупинений, однак, поруч з Чорнобильською АЕС, далі продовжував роботу вже як радіологічна лабораторія для тестування різних методів дезактивації та розробки дозиметричних приладів. З 1986 року на території підприємства знаходилось Виробниче об'єднання "Спецатом", яке займалося виробництвом і обслуговуванням робототехніки та спеціалізованого обладнання для ліквідації наслідків аварії на ЧАЕС. У 1996 році підприємство остаточно закрите та ліквідоване.

## Галерея

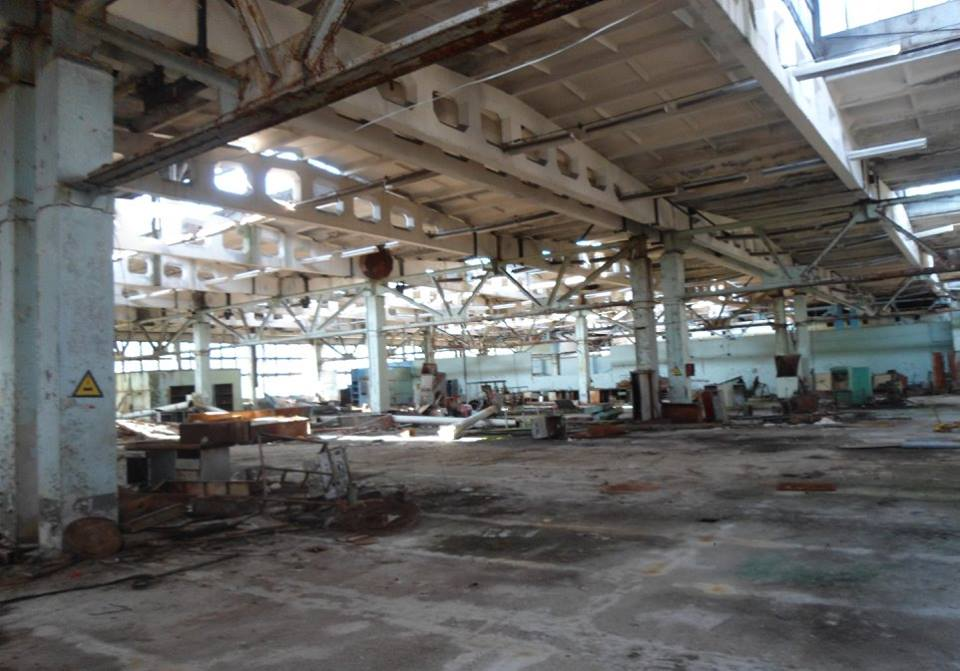
Серпень 2016
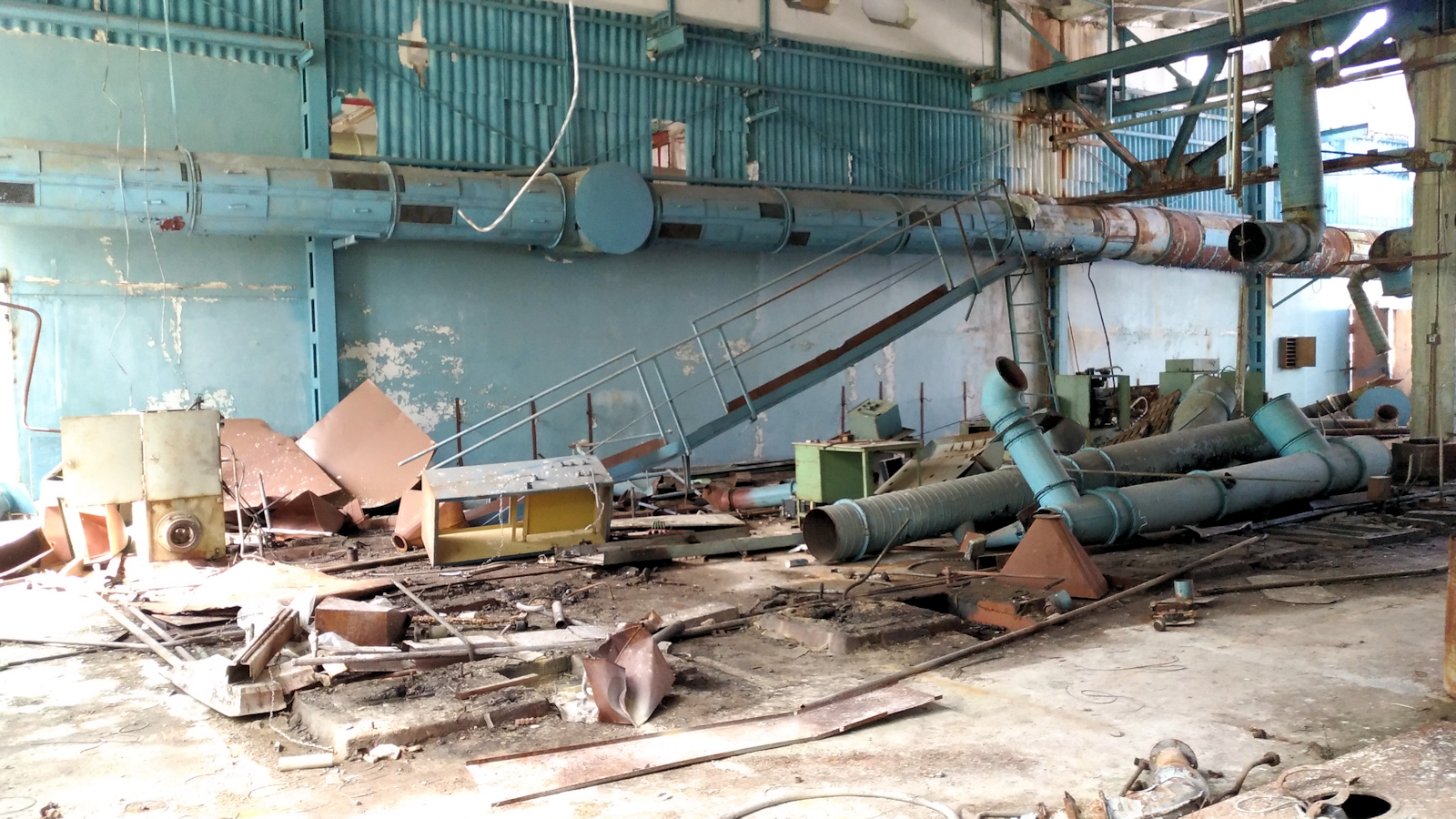
Червень 2019
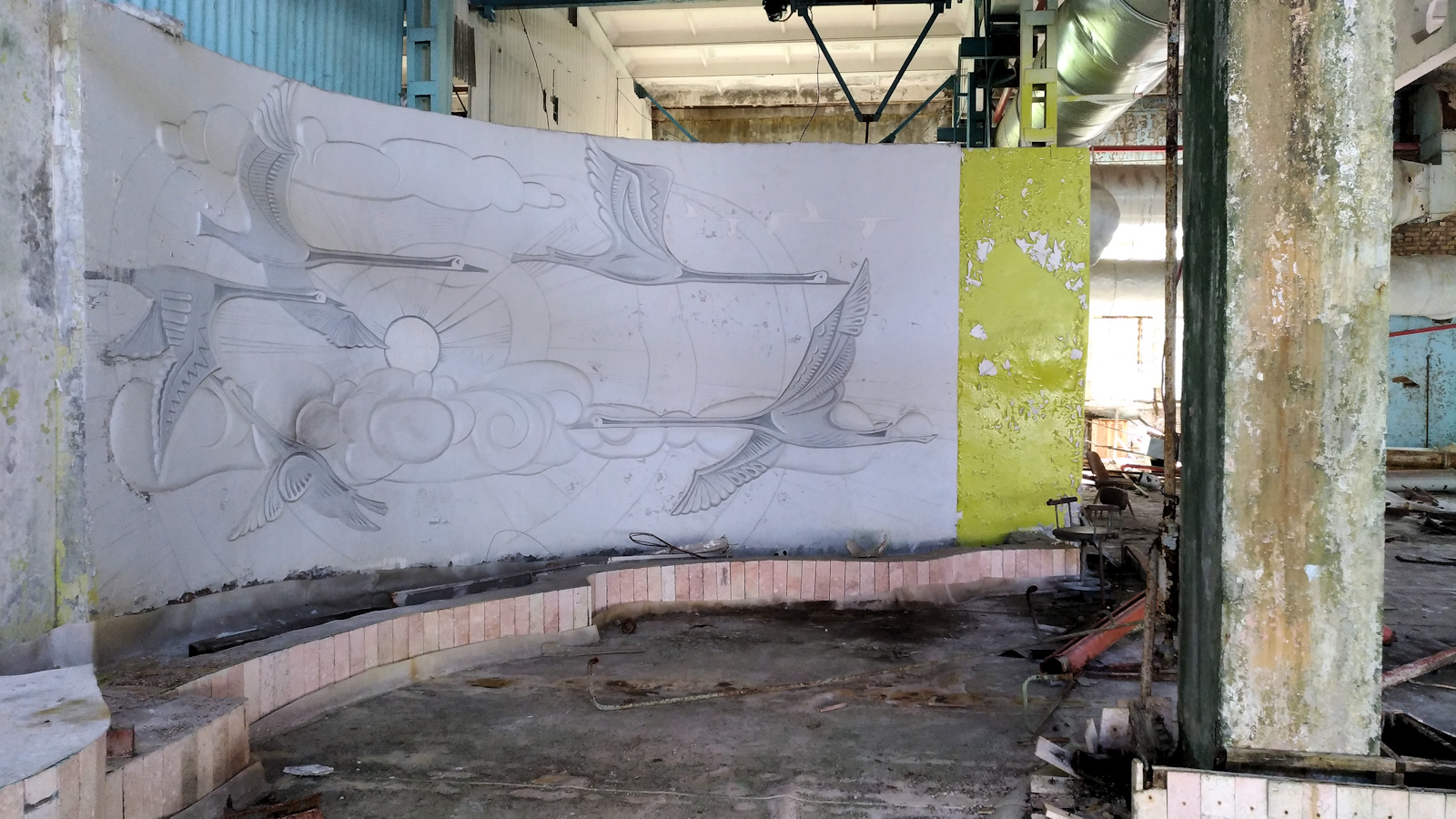
Червень 2019
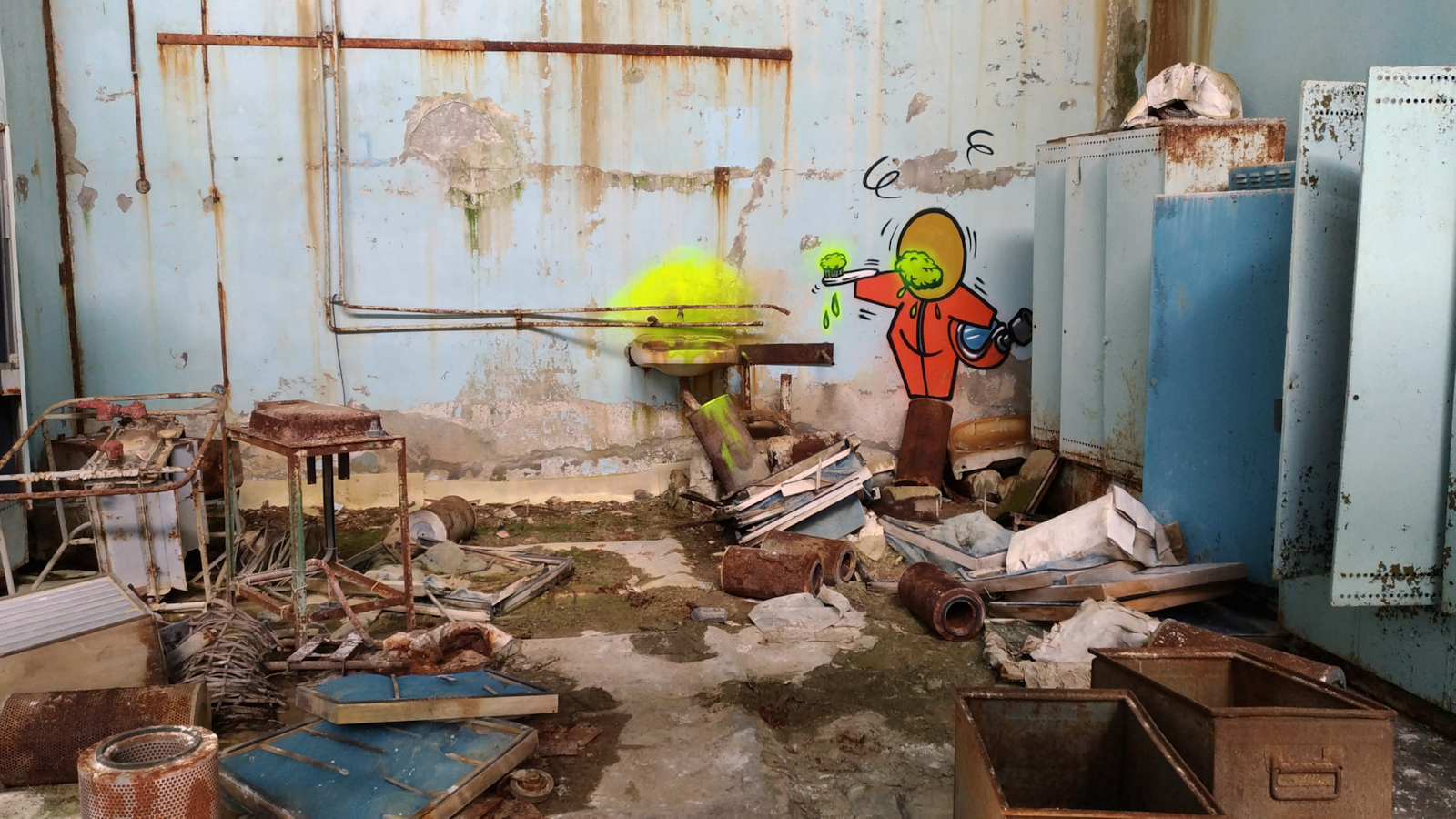
Червень 2019
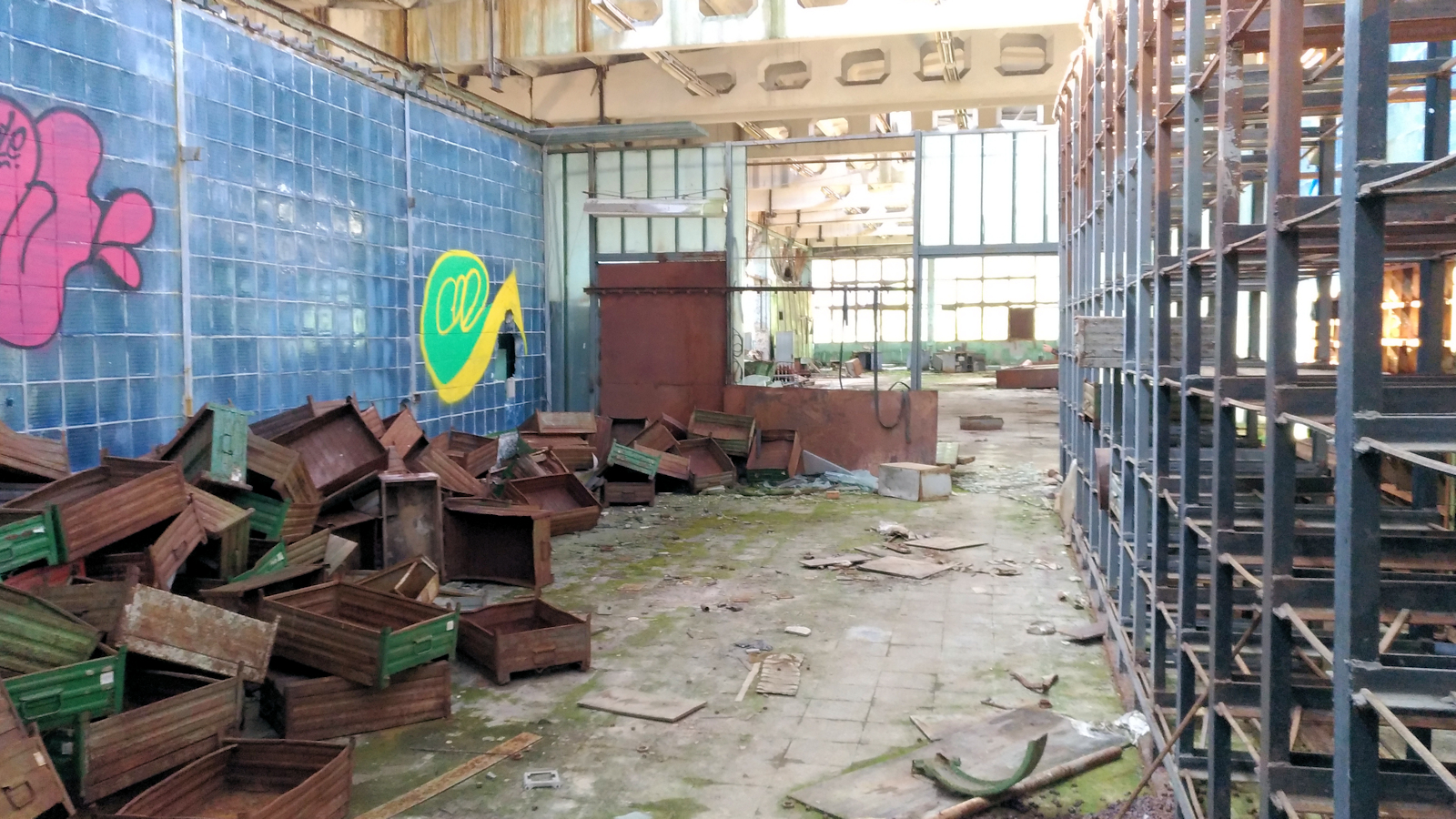
Червень 2019
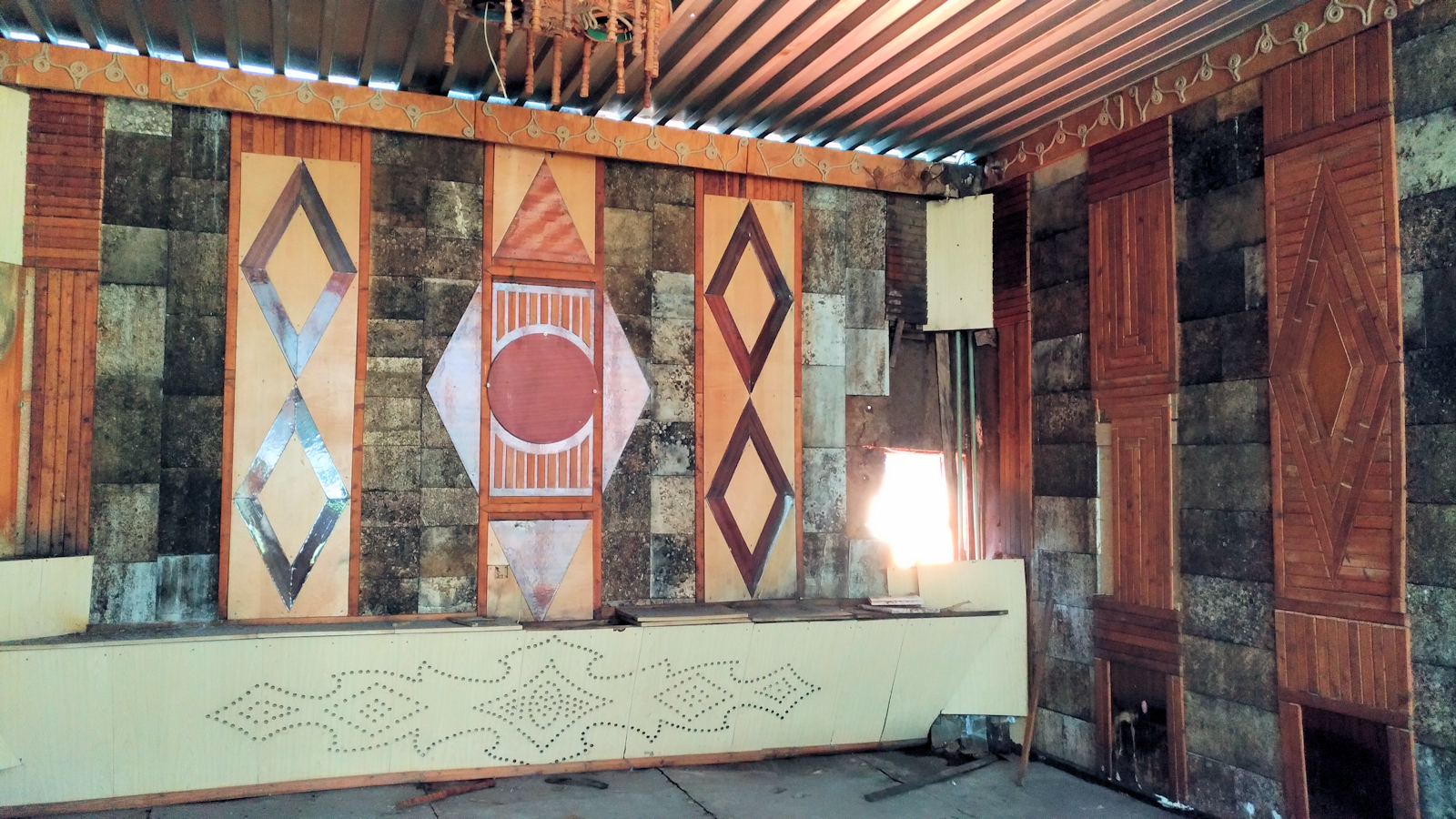
Червень 2019